# Saqueo de Roma (846)

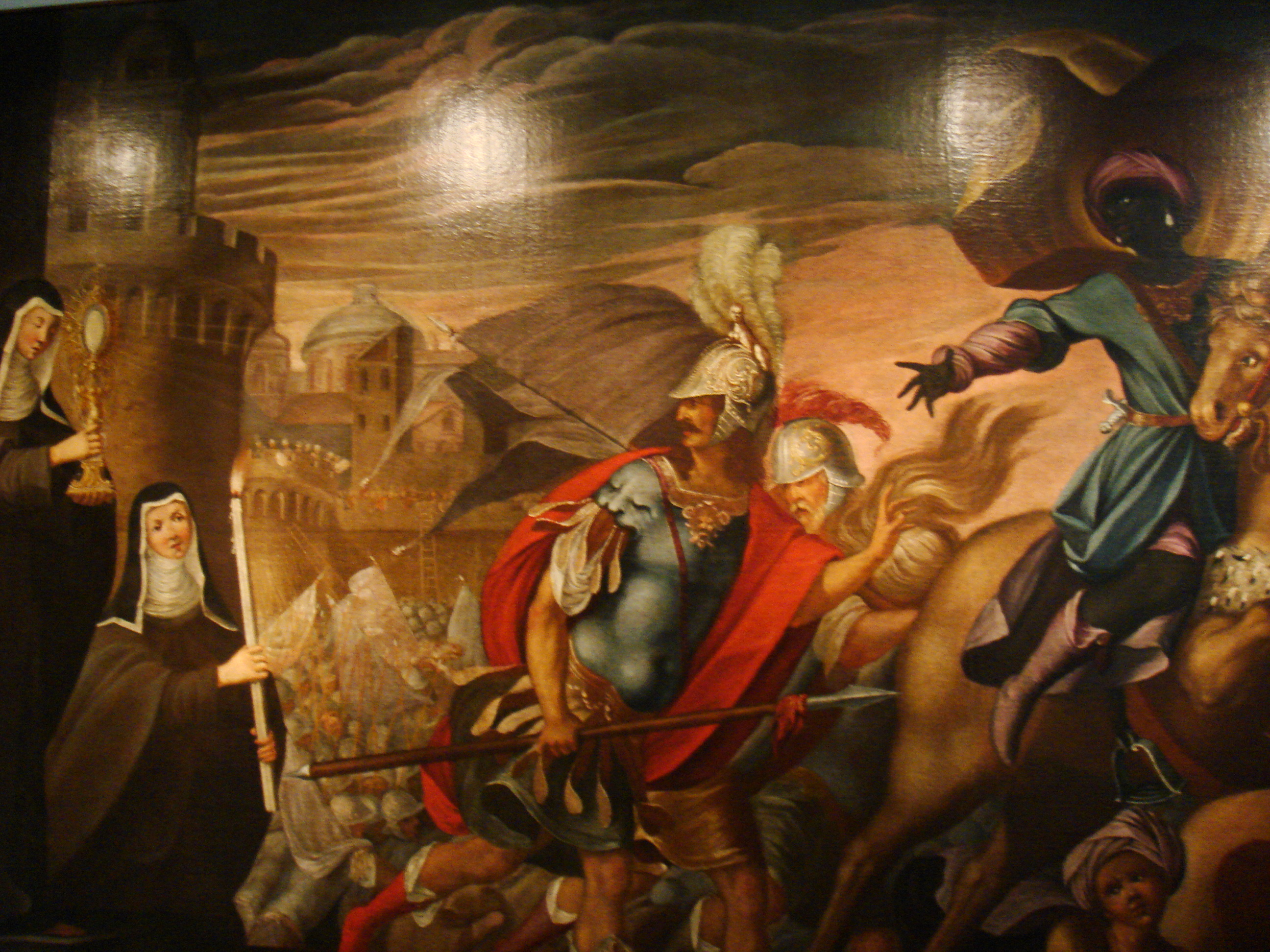
Santa Clara expulsa a los sarracenos. Anónimo, 1630, San Marino.

El saqueo de Roma del año 846, fue llevado a cabo por tropas sarracenas. Ya en 830, piratas sarracenos habían asolado las zonas habitadas de la Campaña romana, llegando hasta las basílicas de San Pedro y San Pablo y penetrando hasta Subiaco, donde destruyeron la ciudad y el monasterio.
De manera similar a lo que sucedió en 830, durante la noche entre el 24 y 25 de agosto de 846 piratas sarracenos, tras atacar y saquear Centumcellae (Civitavecchia), Portus y Ostia, se dirigieron a Roma. Incapaces de traspasar las murallas de la ciudad, destruyeron y saquearon todo lo que quedaba fuera, consiguiendo penetrar y saquear, por segunda vez, las basílicas de San Pedro y San Pablo. San Pedro estaba defendida por una guarnición de soldados compuesta de francos, lombardos, sajones y frisones que, a pesar de la feroz resistencia ofrecida, fue completamente exterminada. De las iglesias, fueron sustraídos todos los utensilios litúrgicos y los revestimientos preciosos de los presbiterios, y profanados los altares y tabernáculos. El pillaje de los templos más importantes de la cristiandad obligó a la construcción, por voluntad del papa León IV, entre 848 y 852, de las Murallas Leoninas que todavía hoy día rodean la basílica de San Pedro y que, en parte, constituyen las fronteras actuales del Estado de la Ciudad del Vaticano.
Los sarracenos que saqueaban el Lazio tras la retirada fueron derrotados por Guido I de Spoleto, que consiguió hacerles frente cerca de Centumcellae y Fondi. En la batalla sucesiva, cerca de Gaeta, el duque se encontró con dificultades, pero llegaron al rescate las tropas enviadas por el duque Sergio de Nápoles y acaudilladas por su hijo Cesario. En noviembre, la flota árabe que merodeaba por la costa del Lazio fue gravemente dañada por una tormenta.
En 849 se supo que se estaba preparando una nueva flota árabe que, desde las costas de Cerdeña, pretendía atacar de nuevo en Roma. En esta ocasión, Gaeta, Nápoles, Amalfi y Sorrento pusieron a disposición sus barcos, que se colocaron entre Ostia y la desembocadura del Tíber. Comandada por Cesario, la flota se lanzó al ataque al ver las velas de los barcos enemigos en el horizonte, venciéndolos y tomando numerosos prisioneros. Durante este encuentro, conocido como la batalla de Ostia, muchos barcos sarracenos fueron a pique y el resto, sorprendidos también por una tormenta repentina, huyeron en retirada.